# Nesenbach
Der Nesenbach ist ein Nebenfluss des Neckars mit einer Länge von knapp 13 km. Er schnitt eine Talmulde ein, in der sich die baden-württembergische Landeshauptstadt Stuttgart entwickelt hat. Der kleine Bach durchquerte die Stadt früher von Südwest nach Nordost, ist jedoch heute auf ganzer Länge durch den gleichnamigen Hauptsammler der Stuttgarter Mischkanalisation ersetzt.

## Name
Der Volkskundler Helmut Dölker ging davon aus, dass die Bezeichnung „Nesenbach“ von dem Personennamen Nes abgeleitet ist. Dieser könnte sich von einem Familiennamen oder dem Namen Agnes abgeleitet haben. Erstmals als Nesenbach wurde das Gewässer 1504 geführt. Zuvor wurde der Nesenbach als „der Bach“, streckenweise auch Vaihinger Bach, Kaltentaler Bach, in Heslach auch Laisebach, Richtung Stadtmitte als Furtbach bezeichnet. Daran erinnern bis heute die Furtbachstraße in Stuttgart-Süd und die Bachstraße in Stuttgart-Vaihingen.

## Geographie

### Verlauf
Noch im ersten Viertel des 20. Jahrhunderts bezog der Nesenbach sein Wasser aus den Honigwiesen, einst ein Feuchtgebiet im Westen von Vaihingen. Heute ist dieses von Straßen und der Autobahn A 831 durchzogen und wurde schon im 20. Jahrhundert intensiv bebaut.
Das Quellgebiet des Nesenbachs liegt heute westlich der Autobahn A 831 auf einer Grünfläche in Vaihingen-West. Im Jahr 2012 wurde hier dem Nesenbach auf dem Sportgelände ein neues Bachbett gegeben. Von dort aus fließt das spärlich fließende Wasser in einer Röhre unter der Autobahn durch und tritt auf der Grünanlage Honigwiesenstraße ein letztes Mal zutage. Von hier an ist der Bach Teil der Mischkanalisation. Er läuft unterirdisch durch Vaihingen und weiter in Richtung Kaltental.
Die Talmulde nach Kaltental wird überspannt vom Nesenbachviadukt (Vaihinger Viadukt) der Bahnstrecke Stuttgart–Horb und der Nesenbachbrücke der Nord-Süd-Straße, inkl. Fuß- und Fahrradweg.
Zwischen den Stadtteilen Kaltental und Heslach, wo die geschlossene Bebauung der Kernstadt beginnt, wurde der ursprüngliche Bachlauf auf etwa einem Kilometer Länge renaturiert. Diesen zur Unterscheidung vom Hauptsammler als Stadtbach Nesenbach bezeichneten Lauf speist jedoch nicht mehr die Nesenbachquelle, sondern speisen nur kleinere lokale Zuläufe (Elsenbach, Kohlbach, Schwälblesklinge und Vogelrainklinge). Er wurde im April 1999 als Ausgleichsmaßnahme für die darüberliegenden Bundesstraße 14 angelegt, die das Tal in Heslach Vogelrain überquert. Nach dem Regenrückhaltebecken fließt der Stadtbach dann ebenfalls dem Hauptsammler zu.
Von hier aus läuft der Hauptsammler Richtung Stuttgart-Süd. Der Bodenbelag auf der Möhringer Straße zwischen Tannenstraße und Marienplatz deutet den unterirdischen Verlauf an. Hier soll bis Ende 2025 wieder Bachwasser auf 100 Metern fließen. Im Gerberviertel erinnert bereits ein 90 Meter langer Bachlauf in der Nesenbachstraße an den ehemals oberirdischen Verlauf.

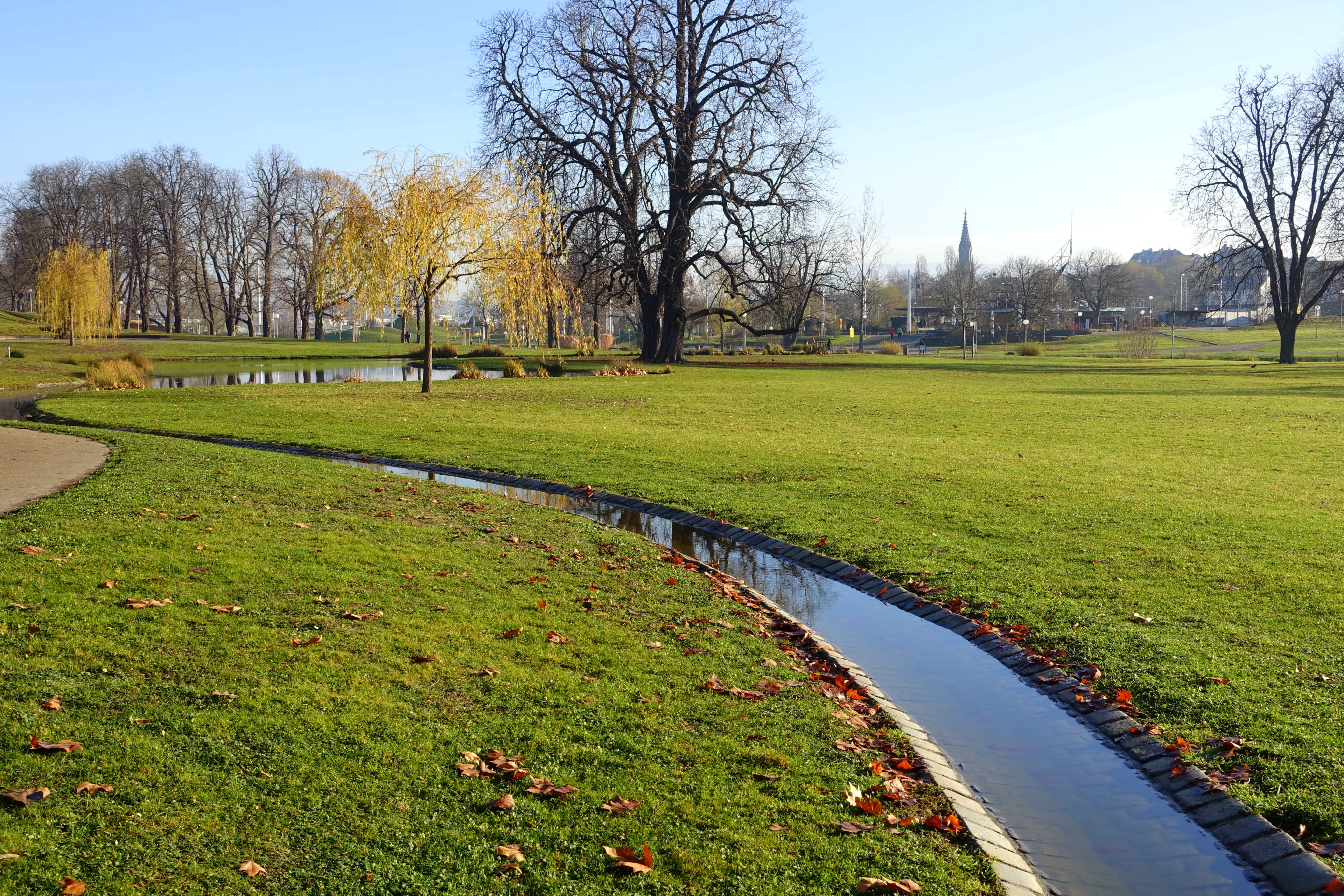
Ziergewässer im Unteren Schlossgarten, gespeist aus der Trinkwasserversorgung, eine Nachbildung des früheren oberirdischen Verlaufs

Weiter fließt der Nesenbach als Kanal unter dem Kaufhaus Breuninger am Stuttgarter Marktplatz durch. Zwischen den beiden Teilgebäuden Mittelbau und Hochhaus muss er mittels zweier Rolltreppen im Untergeschoss unterquert werden. Bis in die 1980er Jahre waren an dieser Stelle zwei Aquarien angebracht.
Beim Übergang vom Oberen hin zum Mittleren Schlossgarten unterquert der Hauptsammler im Nesenbachdüker den künftigen Tiefbahnhof des Projekts Stuttgart 21. Bis zur Inbetriebnahme des Nesenbachdükers im Herbst 2020 unterquerte der Nesenbachkanal das Carl-Zeiss-Planetarium, wenige Meter von der Grube für den Projektor entfernt. Mit Fertigstellung des neuen Dükers wurde das alte Teilstück zwischen Königin-Katharina-Stift-Gymnasium und Planetarium stillgelegt.
Im Mittleren und Unteren Schlossgarten erinnern einige Ziergewässer an den oberirdischen Verlauf, die heute aus der Trinkwasserversorgung gespeist werden. Wegen der damit verbundenen Kosten gleicht man hier nur die Verdunstung und Versickerung aus.
Vom Unteren Schlossgarten aus mündete der Nesenbach früher direkt im Neckar. Hier existiert ein Regenüberlauf des Hauptsammlers, welcher zwischen Rosensteinbrücke und König-Karls-Brücke ungeklärtes Wasser in den Neckar spült.
Der Hauptsammler fließt weiter nach Münster und erreicht dort über die Zuckerbergstollen das Hauptklärwerk Mühlhausen.

Der Nesenbach und Umgebung
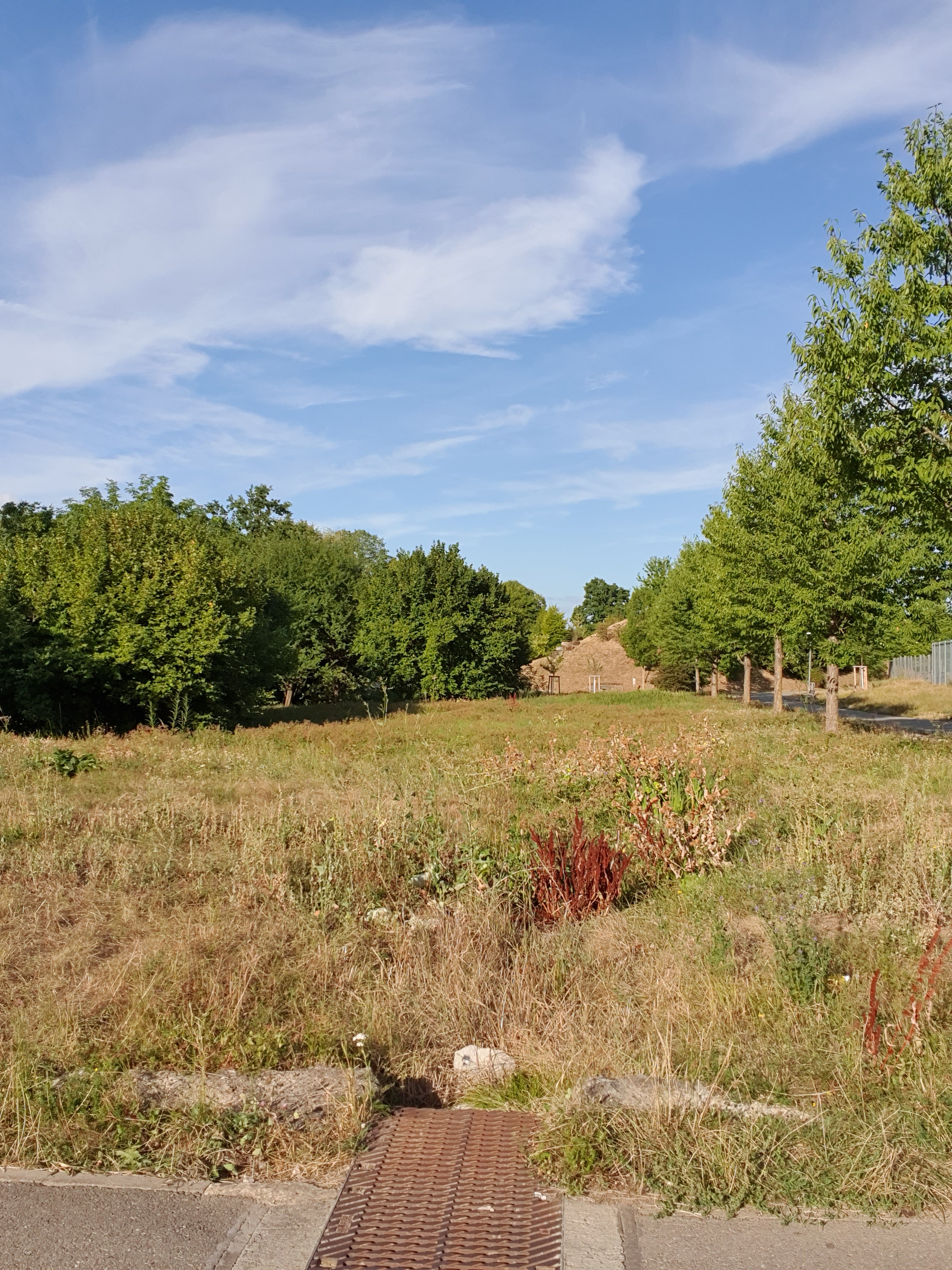
Bachbett des Nesenbachs vor Unterquerung der A 831
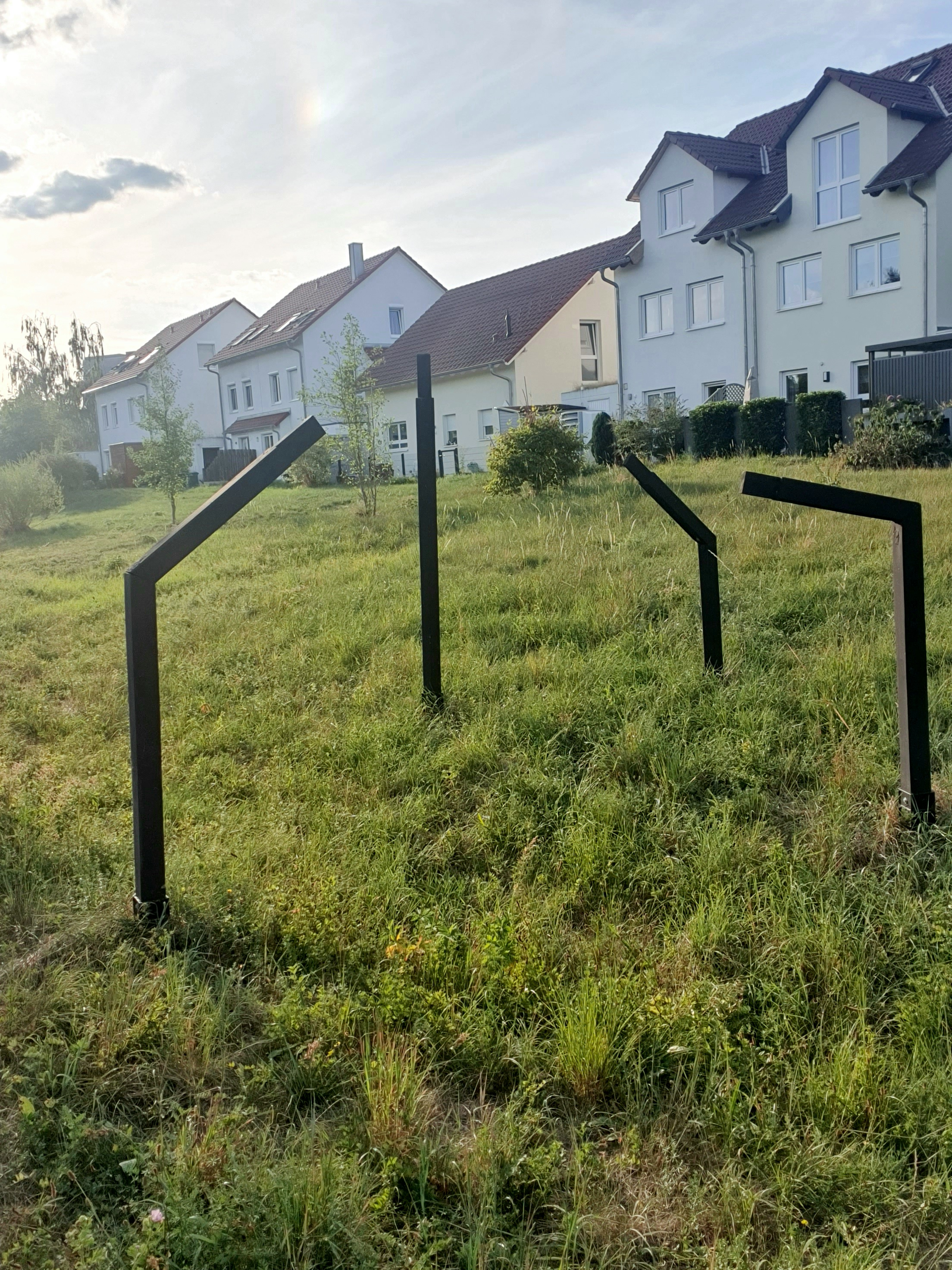
„Nesenbach-Sucher“ – Kunst am Bachlauf in der Honigwiesenstraße
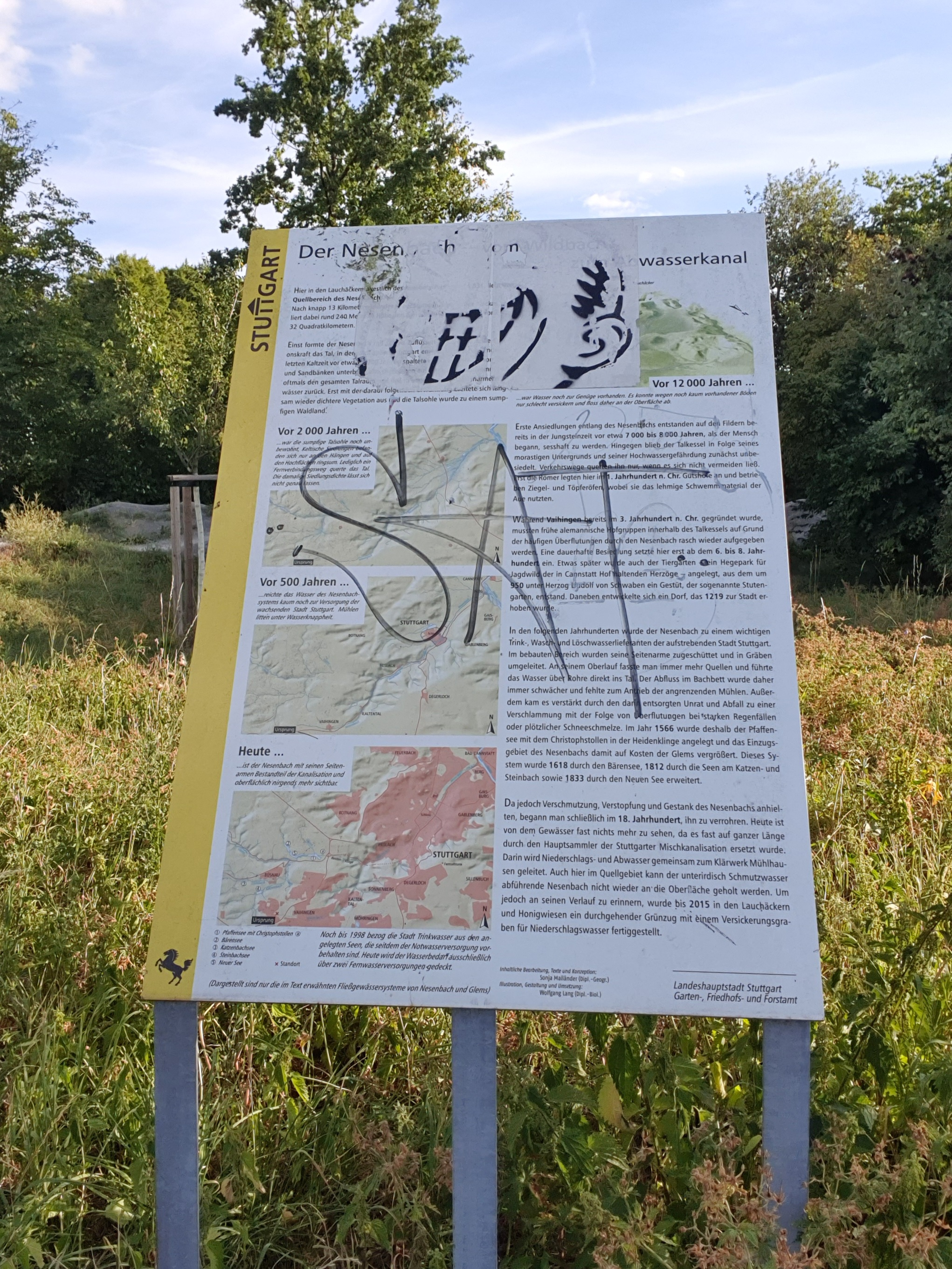
Informationstafel im Quellgebiet
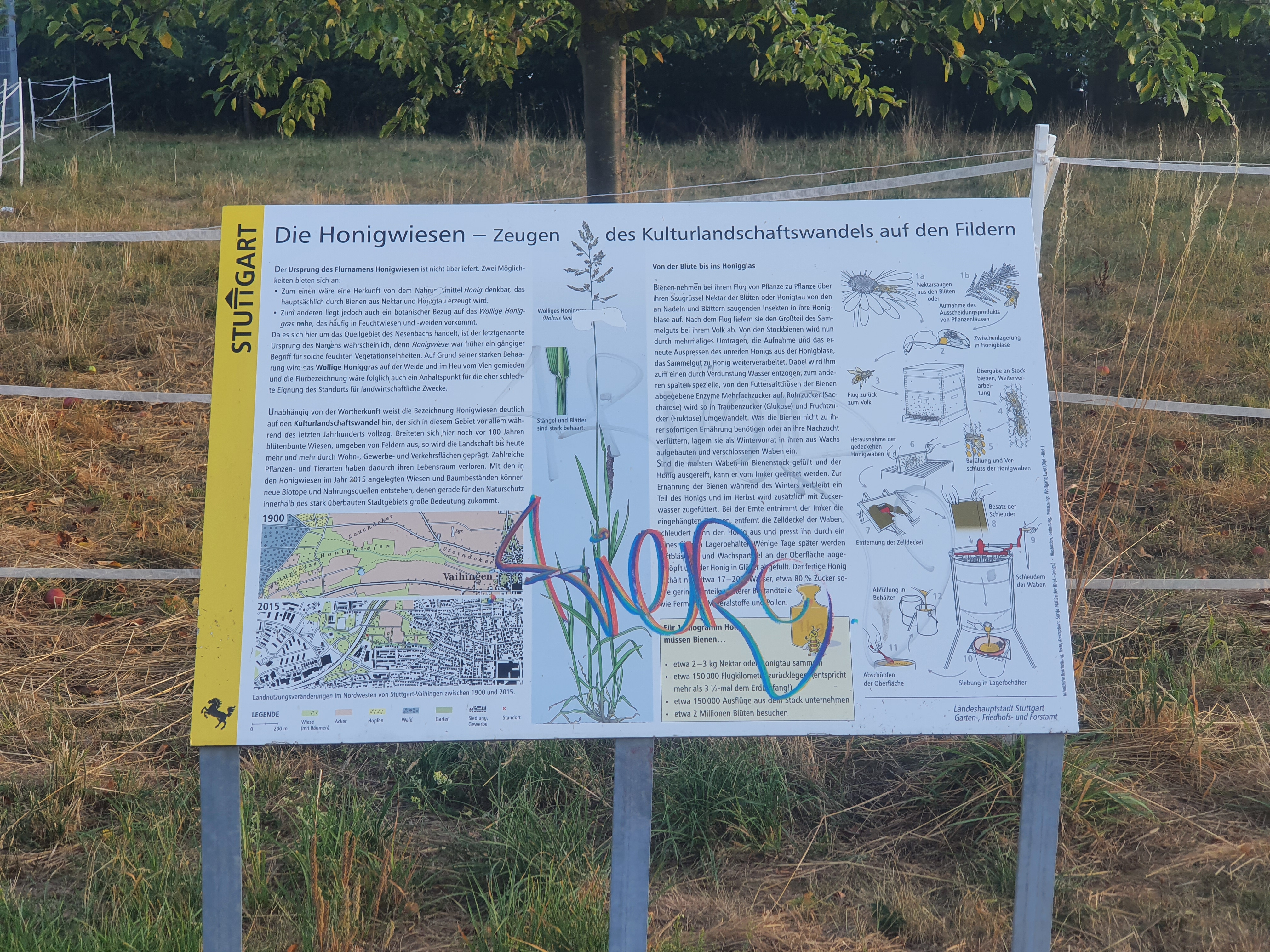
Informationstafel im Quellgebiet
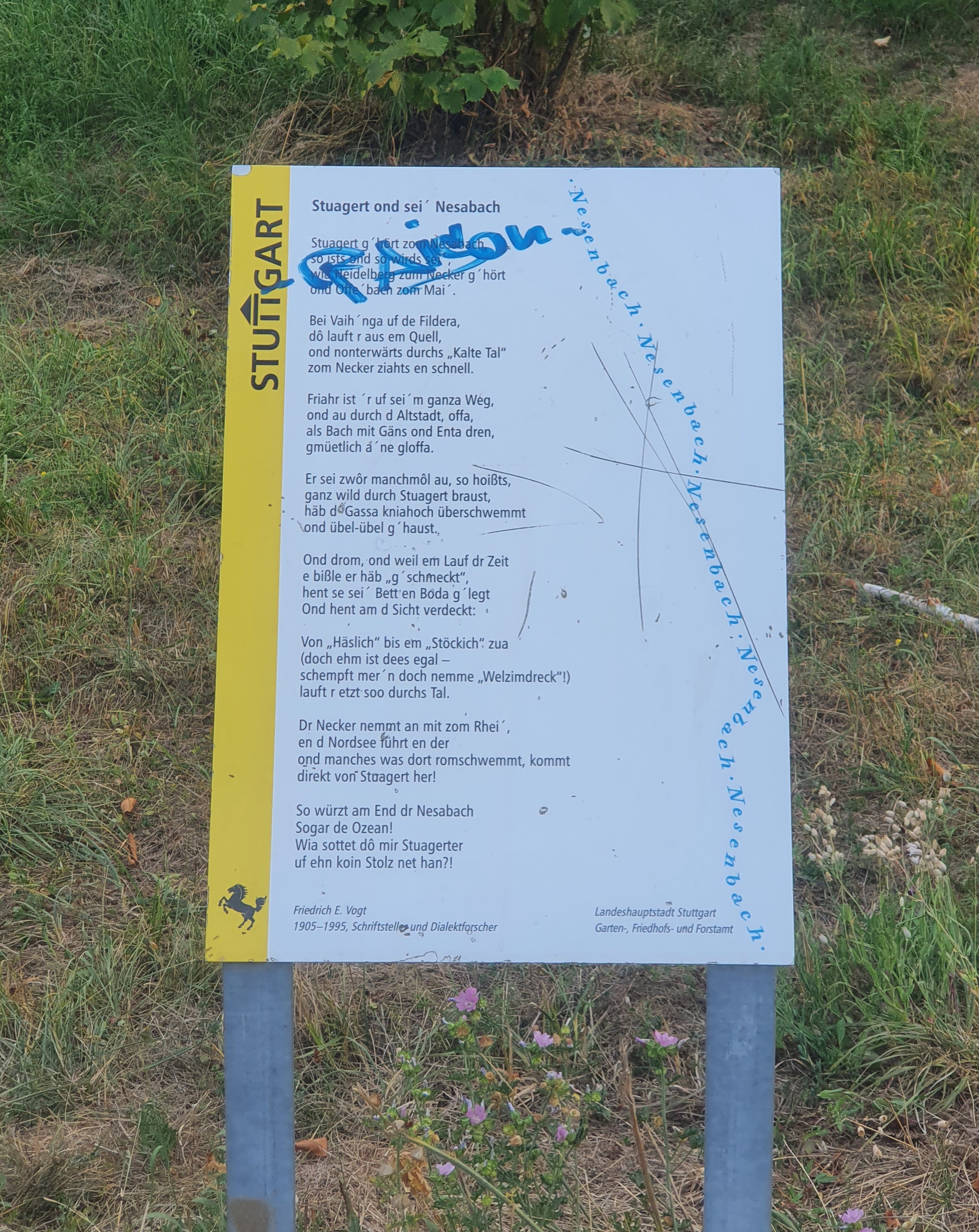
Gedichtstafel im Quellgebiet
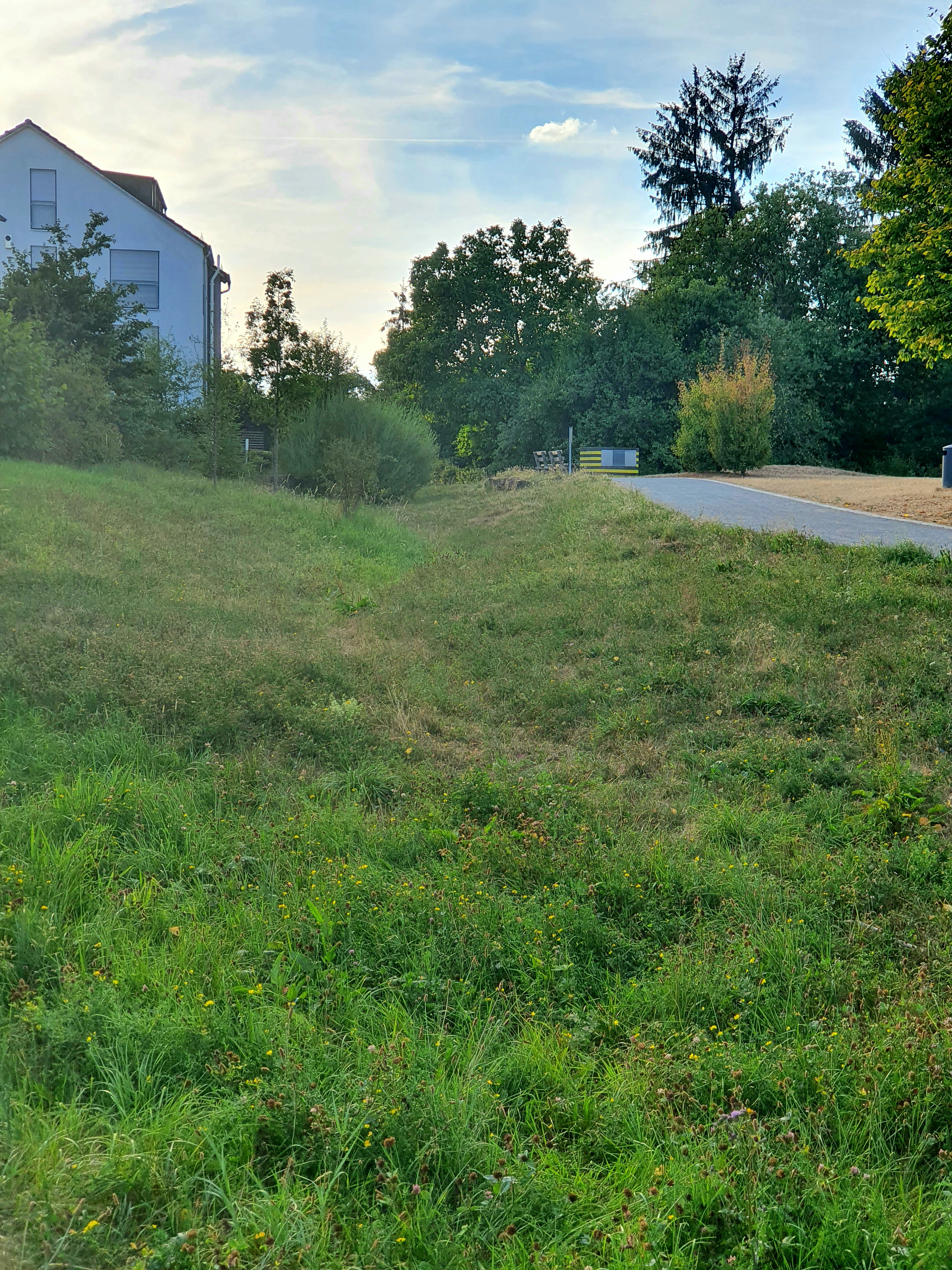
Renaturiertes Flussbett in der Honigwiesenstraße kurz vor dem Abfluss in die Kanalisation
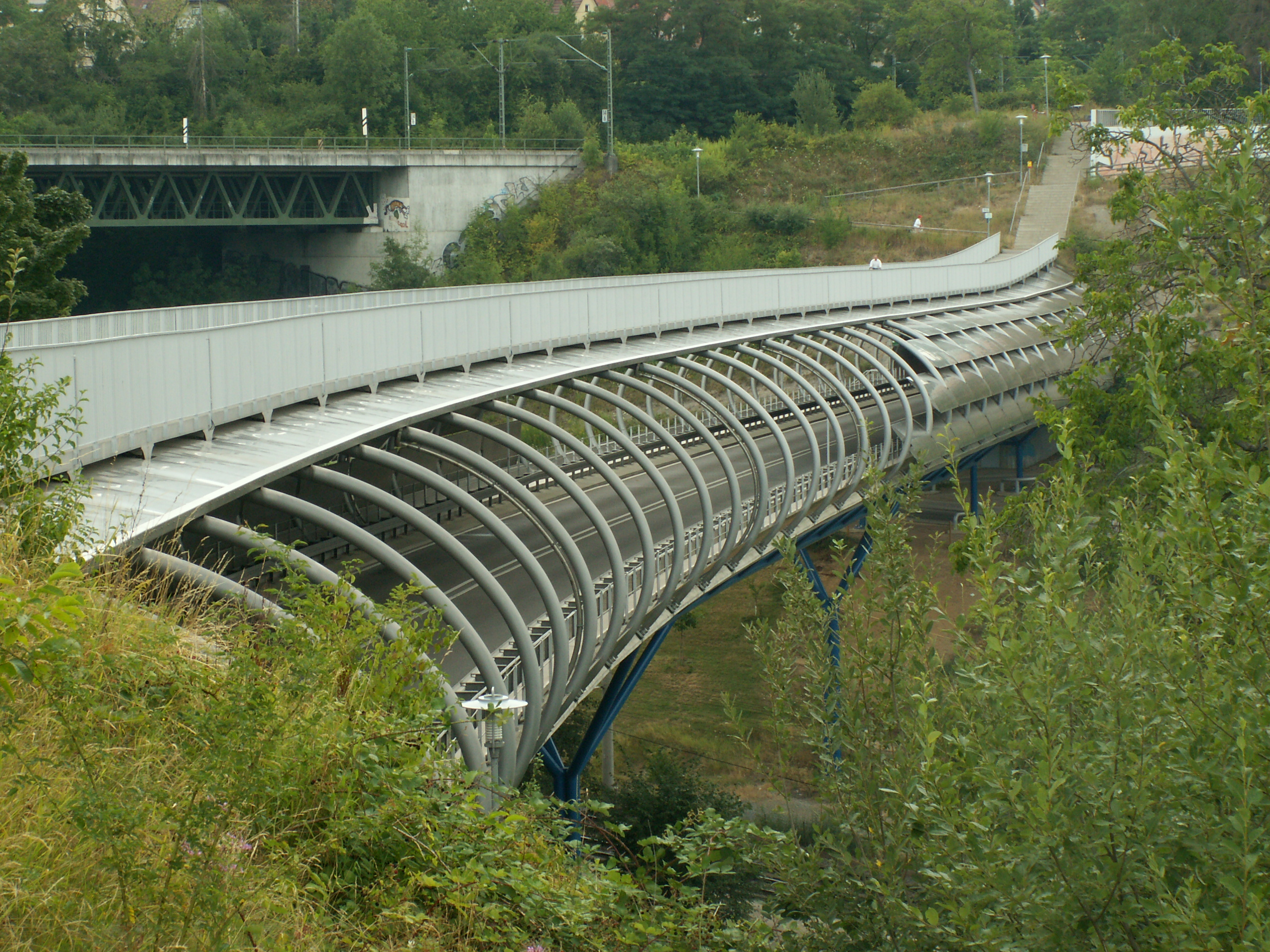
Vaihinger Viadukt (hinten) und Nesenbachbrücke über die Kaltentaler Abfahrt
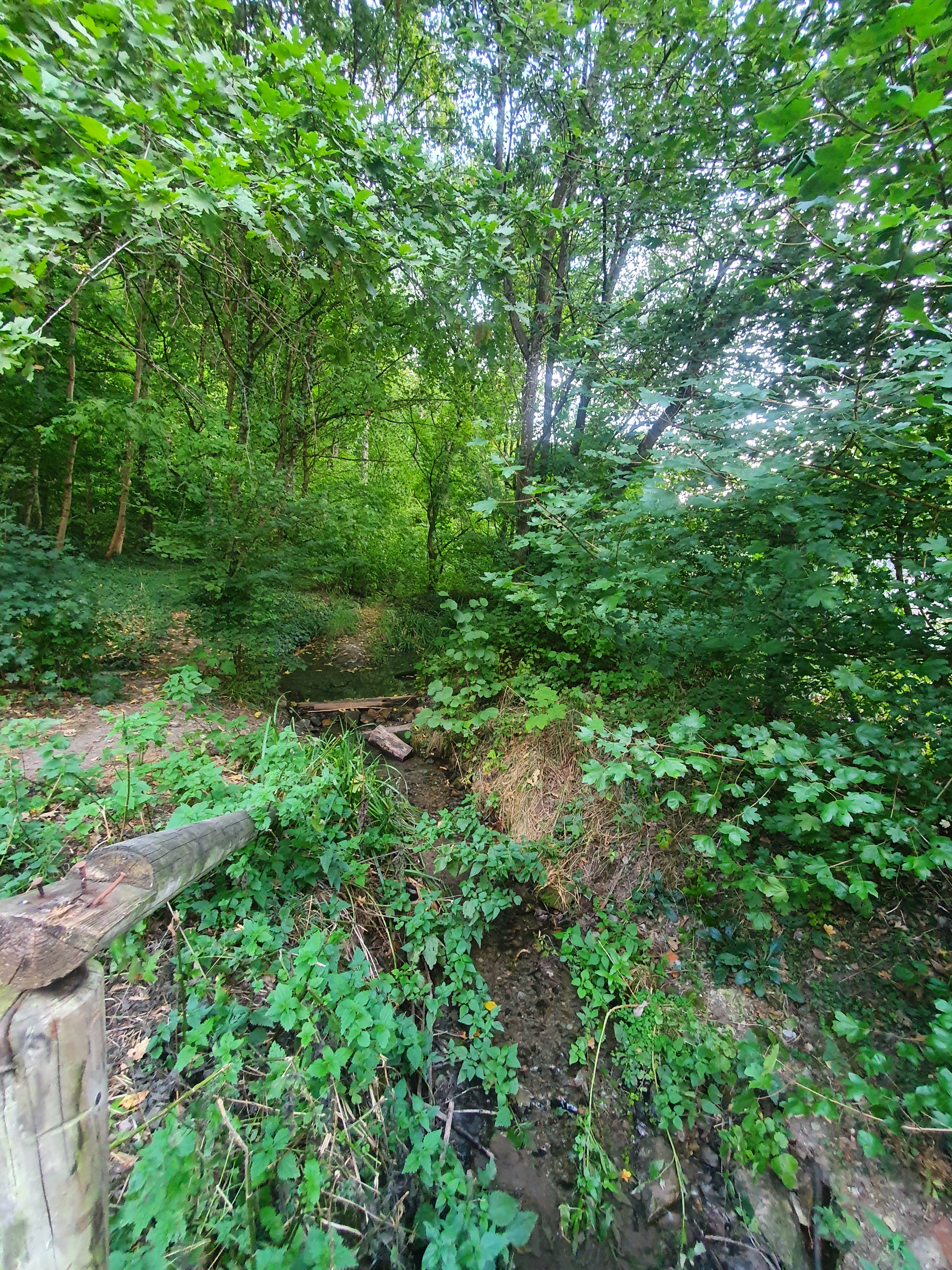
Renaturierter Stadtbach Nesenbach in Kaltental
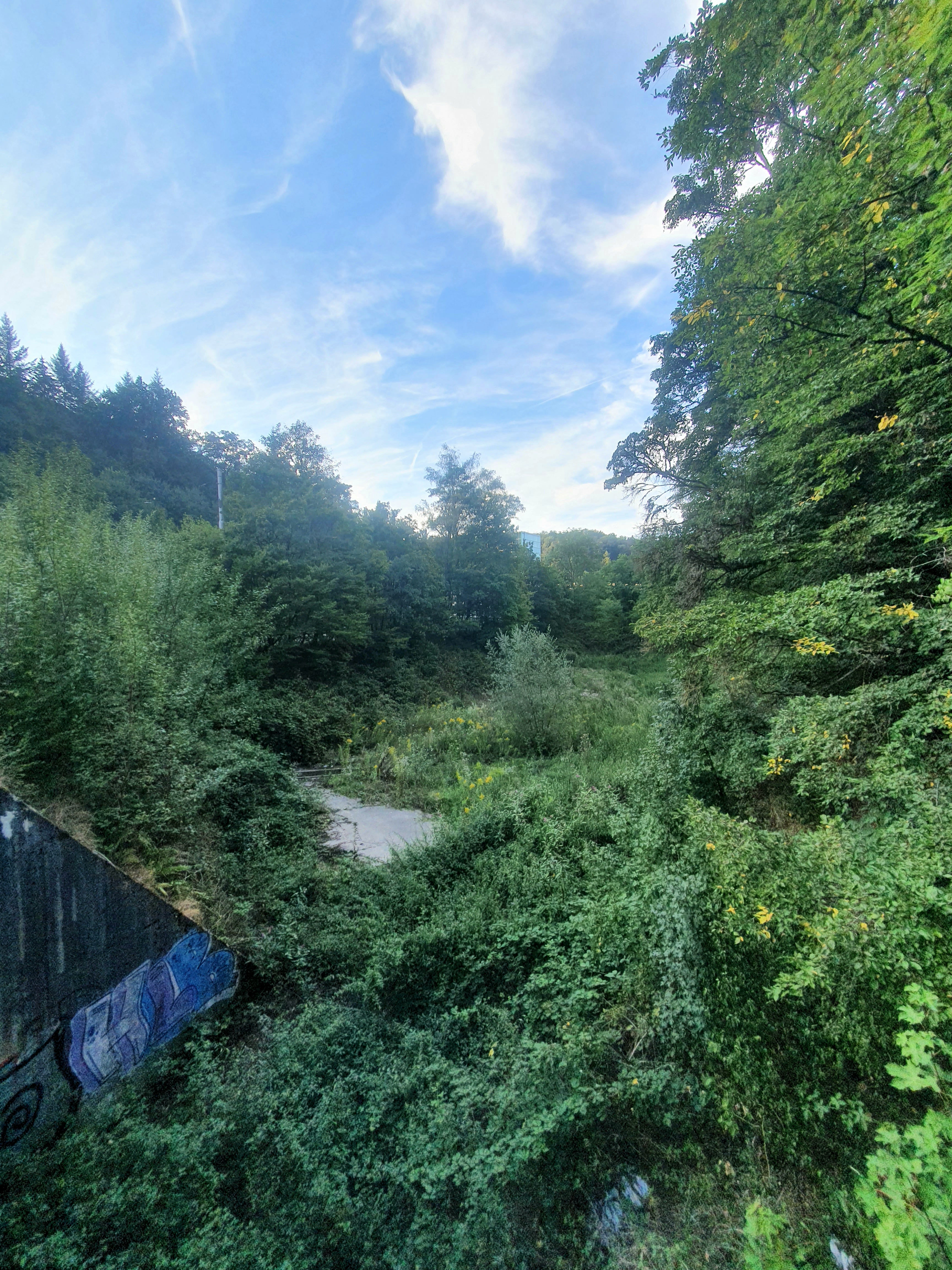
Regenrückhaltebecken in Kaltental
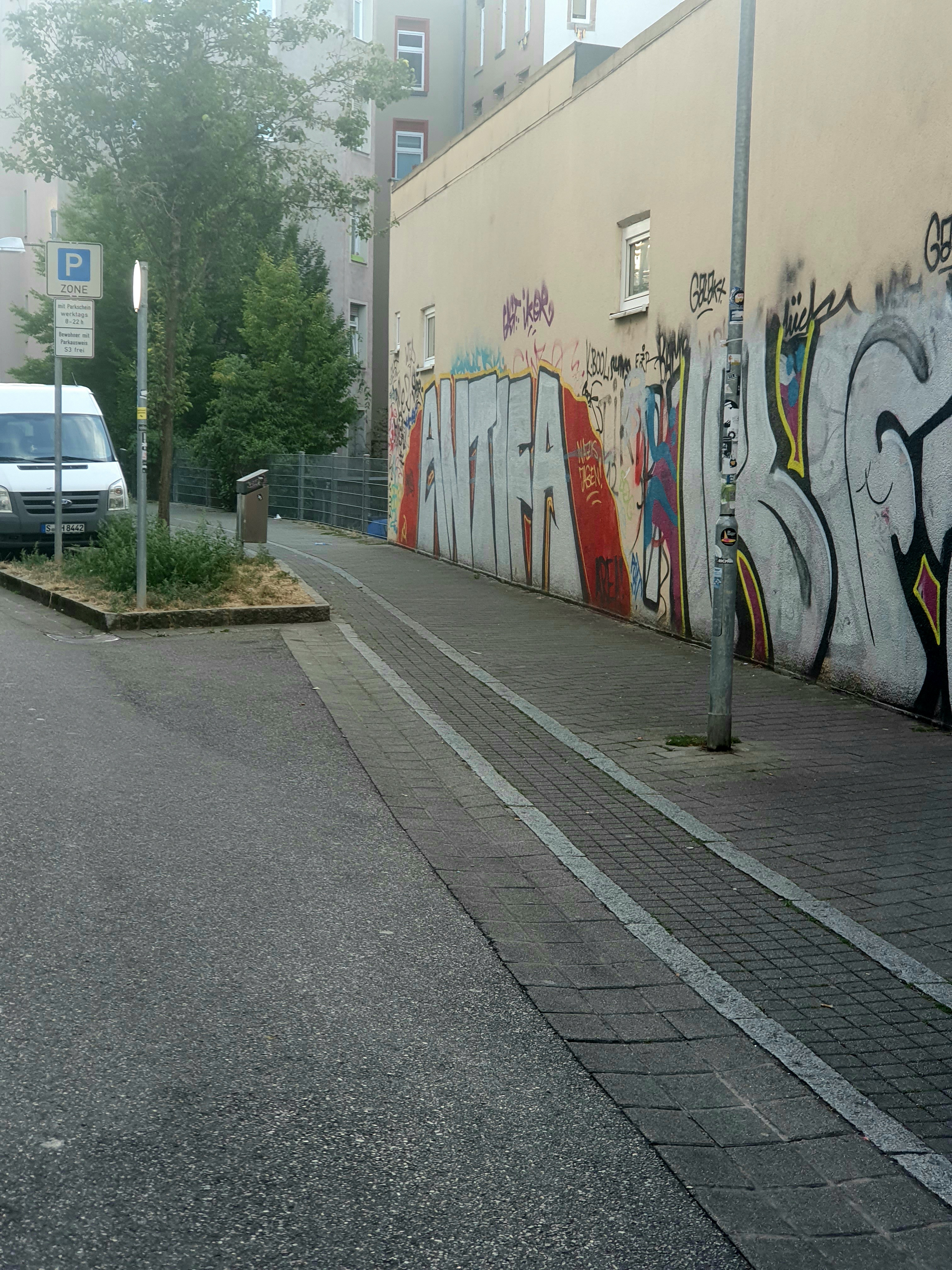
Bodenbelag in der Möhringer Straße. Ende 2025 soll hier Bachwasser fließen.
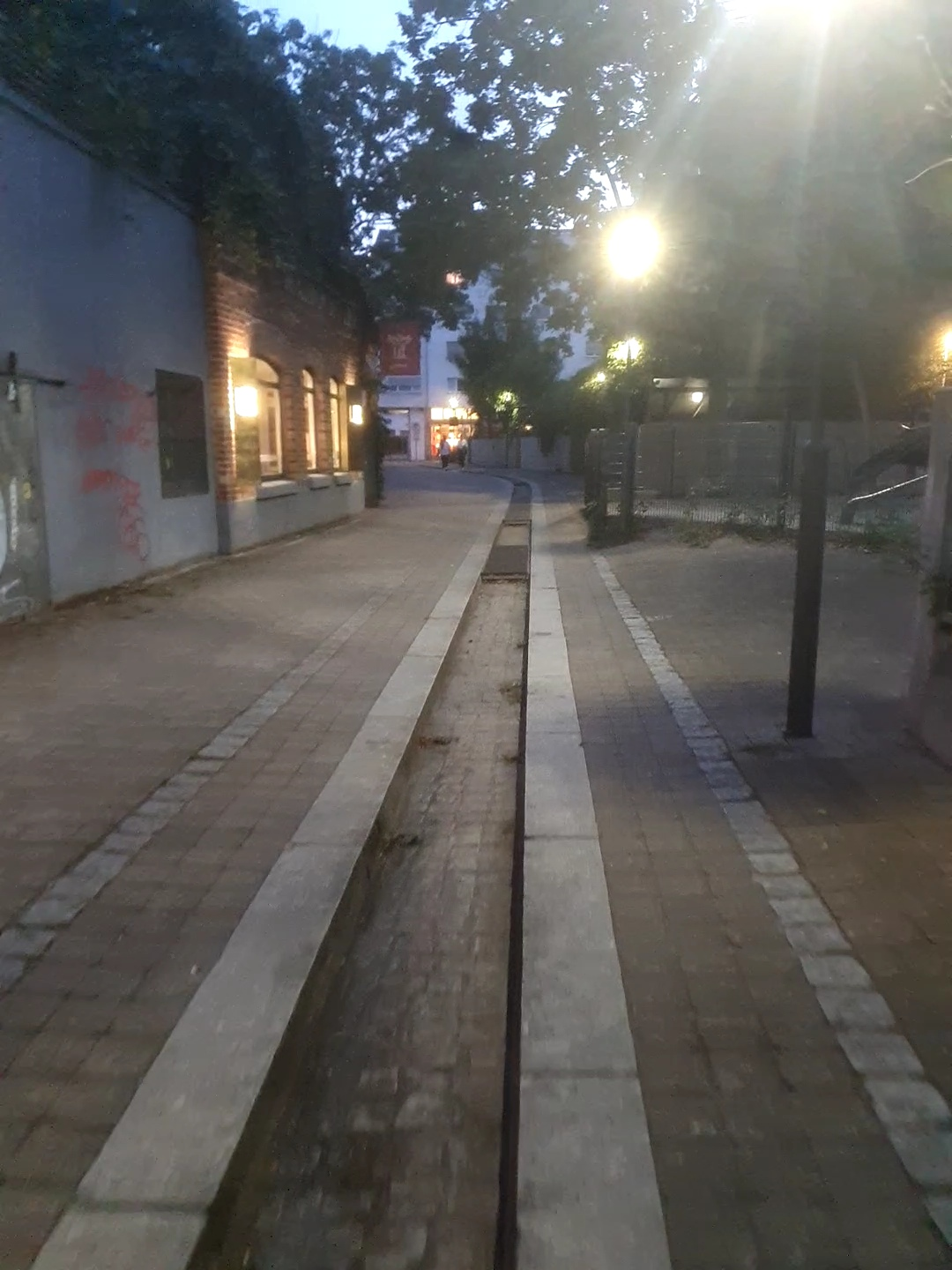
Ziergewässer in der Nesenbachstraße
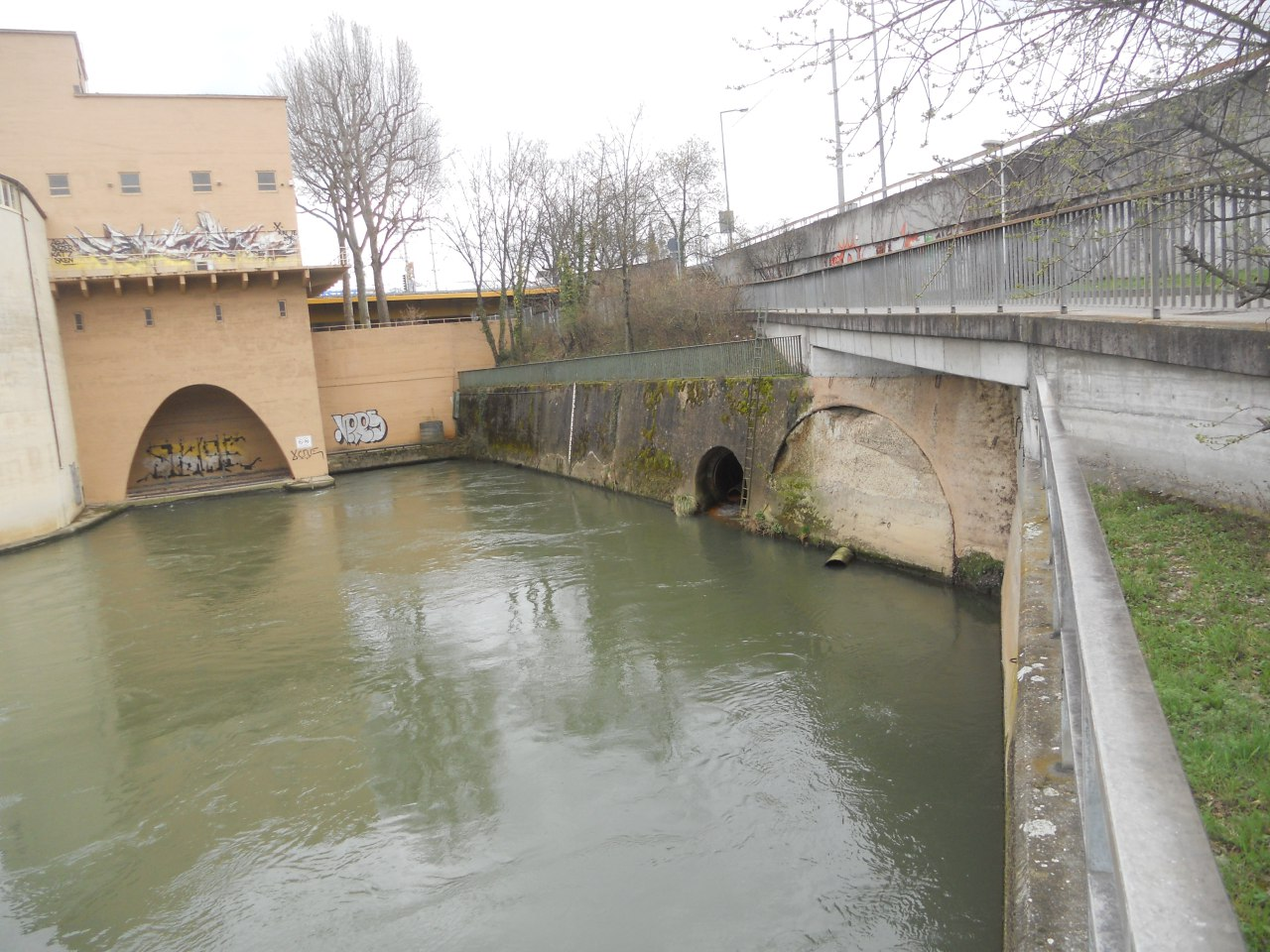
Überlauf des Nesenbach-Hauptsammlers in den Neckar

### Zuflüsse
- Kohlbach, von rechts ⊙, 1,5 km und 1,2 km²
- Elsenbach, von links ⊙, 1,9 km und 2,8 km²
- (Bach aus der Schwälblesklinge), von rechts ⊙, 0,9 km und ca. 0,8 km²
- (Bach aus der Vogelrainklinge), von links ⊙, 0,5 km und ca. 0,2 km²
- (Bach aus der Heidenklinge), von links ⊙, 1,9 km und 2,0 km²
- (Bach aus der Ziegelklinge), von links ⊙, 1,0 km und 0,6 km²
- (Bach aus der Hahnklinge), von rechts ⊙, 1,5 km und 1,3 km²
- Fangelsbach, von rechts ⊙, 1,6 km
- (Bach aus der Dobelklinge), von rechts ⊙, 2,9 km und wenigstens 1,6 km²
- Vogelsangbach, von links ⊙, 5,3 km
- Störzbach, von links ⊙, 3,5 km

## Geschichte

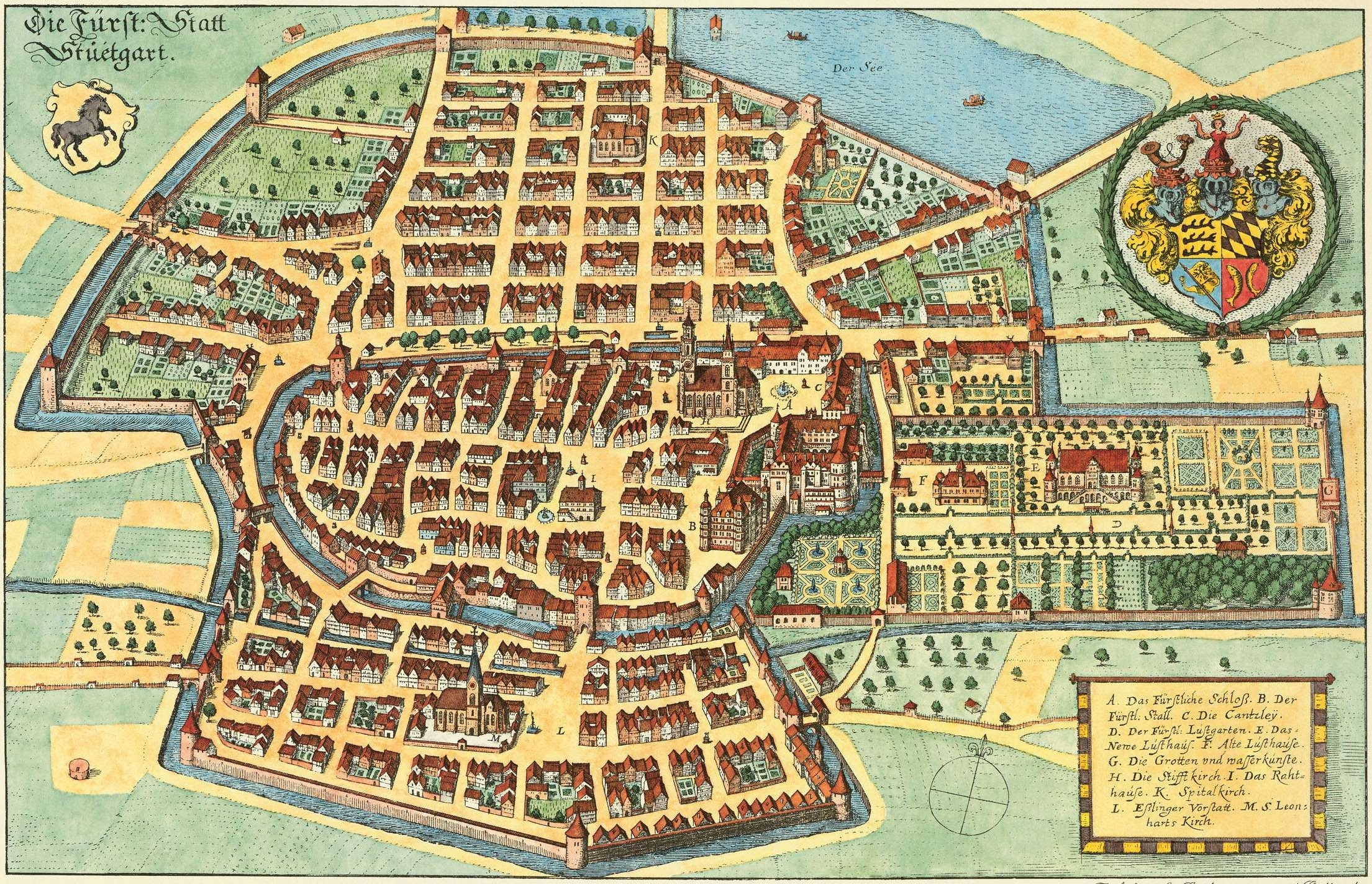
Nesenbach, innerer und äußerer Stadtgraben 1638 in Merians Stuttgart-Ansicht

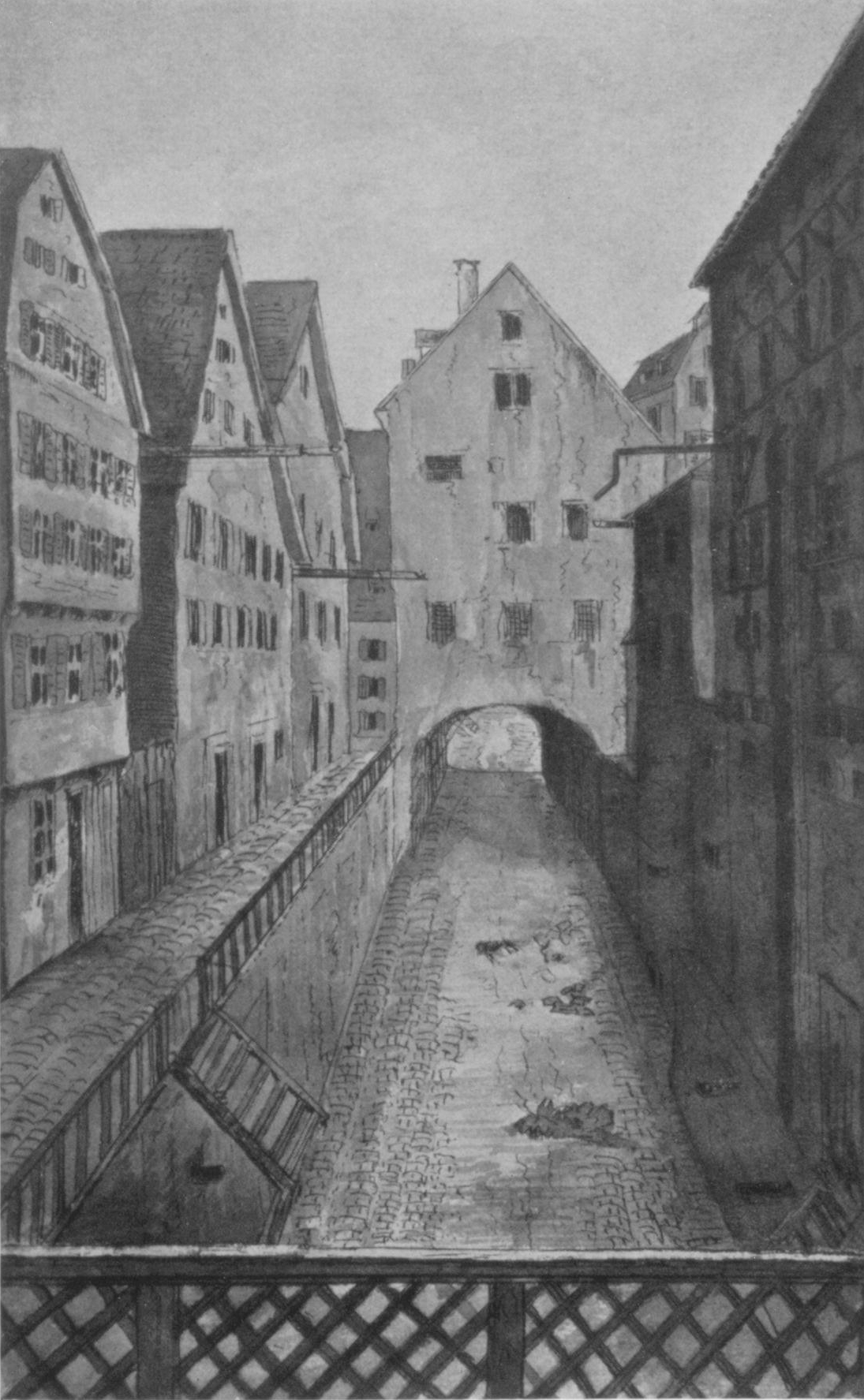
Untere Bachstraße 1857. Zwischen dem 16. Jahrhundert und etwa 1855 floss der Nesenbach oberirdisch östlich der inneren Stadtmauer.

Auf den Fildern entstanden vor etwa 7000 bis 8000 Jahren erste Ansiedlungen entlang des Nesenbachs. Der Stuttgarter Talkessel blieb aufgrund seines morastigen Untergrunds und seiner Hochwassergefährdung bis in das 1. Jahrhundert unbesiedelt. Die Römer nutzten schließlich das lehmige Schwemmmaterial der Aue für Ziegel- und Töpferöfen. Entlang des Bachlaufs wurde Vaihingen bereits im 3. Jahrhundert gegründet, während im Talkessel eine dauerhafte Besiedelung erst ab dem 6. bis 8. Jahrhundert einsetzte. Für das 1219 zur Stadt erhobene Stuttgart spielte der Nesenbach nie eine entscheidende Rolle in der Gewerbeentwicklung, er war jedoch in den folgenden Jahrhunderten ein wichtiger Trinkwasserlieferant und wurde zudem für Löschwasser und zum Waschen genutzt.
Bis in das 14. Jahrhundert verlief der Nesenbach durch die Tübinger Straße, über die Hirschgasse (heute Hirschstraße) direkt zum Alten Schloss. Dieses wurde um 1200 als Wasserburg errichtet, wobei der umliegende Burggraben vom Nesenbach gespeist wurde. Vermutlich im späteren 13. Jahrhundert wurde diese Burg durch ein Hochwasserereignis stark beschädigt. Dies belegen archäologisch nachweisbare Unterspülungen der äußeren Burgmauer ganz im Süden des erfassten Verlaufs mit im Verbund umgestürzten Mauerteilen. Der Bau des Nachfolgebaus begann um 1300, der gesamte Bau wurde um knapp 45 Grad gedreht neu errichtet. Der Bau schloss damit gegenüber dem hochwassergefährdeten Bereich zum Nesenbach hin nun mit einer massiven, parallel zum Bach verlaufenden Mauer ab und nicht mehr mit einer Gebäude-Ecke. Weitere Überschwemmungen führten dazu, dass das Bodenniveau im Bereich des heutigen Karlsplatzes durch wiederholte Anschwemmung von Erdreich um mehrere Meter angestieg. Bei einem Umbau 1553 wurde das Fußbodenniveau der Burg für den Hochwasserschutz um etwa sechs Meter angehoben. 1777 wurden die umlaufenden Wassergräben verfüllt.
Ab Mitte des 13. Jahrhunderts wurde die innere Stadtmauer um Stuttgart gebaut, diese umgab ein Burggraben, der ab dem 14. Jahrhundert den Nesenbach nun um die Altstadt leitete und im 16. Jahrhundert trockengelegt wurde. Von da an verlief der Nesenbach wenige Meter östlich des Stadtgrabens durch die Untere Bachstraße. Das Wasser wurde über Rohre direkt ins Tal geführt und mit jeder neu gefassten Quelle an seinem Oberlauf führte der Nesenbach selbst immer weniger Wasser; den Müllern fehlte deshalb der Antrieb für ihre Wasserräder. Ihrer Beschwerde ist es unter anderem zu verdanken, dass im Jahr 1566 der Pfaffensee mit seinem Abfluss Christophstollen in die Heidenklinge angelegt wurde. Die Anlage der Seen am Katzenbach und Steinbach im Jahr 1812, des Bärensees und des Neuen Sees (1833) im Quellgebiet der Glems sorgten für mehr Zufluss nutzbaren Wassers in den Nesenbach.
Da der Gestank des Nesenbachs im Laufe der Zeit anhielt und er verschmutzte und verstopfte, wurde er teilweise überwölbt und ab dem 18. Jahrhundert eingedolt. Nach 1855 wurde der Nesenbach unter der Leonhardsvorstadt eingedolt. Auch die Seitenarme des Nesenbachs wurden im bebauten Bereich zugeschüttet und in Gräben umgeleitet. Der letzte oberirdische Teil des Nesenbachs wurde 1961 unter der Cannstatter Straße verlegt. 1970 verschwand das letzte offene Stück, der Unterlauf bei Berg.
Heute ist der Hauptsammler Nesenbach der wichtigste Hauptsammler im Stuttgarter Kanalnetz und dient als Abwasser- und Regenkanal für das gesamte südliche Stadtgebiet. Er mündet nicht mehr bei Berg in den Neckar, sondern wird der Kläranlage Mühlhausen zugeführt.
In Kaltental wurde 1999 unter dem Namen Stadtbach Nesenbach eine Renaturierung vorgenommen. Zudem erhielt der Nesenbach im Jahr 2012 im Quellgebiet auf dem Sportgelände in Vaihingen und in der Honigwiesenstraße ein neues Bachbett. Bis Ende 2025 soll in der Möhringer Straße und in der Nesenbachstraße wieder Bachwasser fließen.

## Nesenbachdüker
Für die Unterquerung des mit Stuttgart 21 im Bau befindlichen neuen Stuttgarter Hauptbahnhofs wurde ab 2015 für den Hauptsammler Nesenbach ein Düker gebaut, der diesen unter dem neuen Bahnhofstrog hindurchführt. Der Bau des Nesenbachdükers war eine unabdingbare Voraussetzung für die Realisierung dieses Projekts. Bei Baubeginn rechnete die Deutsche Bahn als Bauherrin mit einer Bauzeit von drei Jahren. Der 390 m lange, 7 m breite und 3,5 m hohe Düker verläuft mit einer Längsneigung von einem Prozent und liegt bis zu 22 m unter der Geländeoberfläche. Er gliedert sich in drei Querschnitte. Während in der Regel nur zwei Leitungen mit 1,0 m und 2,4 m Durchmesser in Betrieb sind, wird eine Flutung des großen Querschnitts mit 7,0 m × 3,5 m nur bei Starkregenereignissen etwa einmal pro Monat erwartet.
Zunächst war eine Vergabe des Bauloses zum 12. Mai 2010 und eine Fertigstellung bis Mitte 2014 vorgesehen. Der Bau sollte dabei unterirdisch in bergmännische Bauweise unter Druckluft erfolgen, es konnte jedoch dafür kein ausführendes Unternehmen gewonnen werden. Auf diese Weise wäre der Stadtbahnbetrieb kaum beeinträchtigt worden.
Der Auftrag im Volumen von 323 Millionen Euro wurde dann Mitte März 2012, zusammen mit dem Rohbau des Hauptbahnhofs, an eine Bietergemeinschaft unter Führung des Stuttgarter Bauunternehmens Züblin vergeben. Am 8. Juni 2015 begannen die Hauptmaßnahmen, nachdem das Eisenbahn-Bundesamt im November 2014 ein geändertes Baukonzept in offener Bauweise und mit verkürzter Länge genehmigt hatte. Um ein Aufsteigen von Mineralwasser zu verhindern waren die Baugruben teilweise geflutet, sodass unter Wasser gebaut wurde.
Die Ausführung erfolgte teilweise zusammen mit dem Neubau der Stadtbahn-Haltestelle Staatsgalerie. Bedingt durch die offene Bauweise war der Stadtbahnverkehr zwischen dieser Haltestelle und dem Hauptbahnhof seit dem 10. Dezember 2017 bis zum 10. Dezember 2023 unterbrochen. Insgesamt wurden 20.000 Kubikmeter Beton und 2500 Tonnen Stahl verbaut.
Im Zuge der Errichtung war geplant, 20 Liter Wasser pro Sekunde vom Stadtbach in Kaltental durch separate Leitungen innerhalb des Hauptsammlers dem Unteren Schlossgarten zuzuführen. Das Wasser sollte zur Verbesserung der Wasserqualität des Eckensees dienen. Vom Unteren Schlossgarten aus sollte der Nesenbach dann mit einem Abfluss von 15 bis 20 l/s wieder bis zum Neckar fließen.
Am 14. Oktober 2020 wurde der Nesenbachdüker in Betrieb genommen.